# Вестленд (Пенсільванія)
Вестленд (англ. Westland) — переписна місцевість (CDP) в США, в окрузі Вашингтон штату Пенсільванія. Населення — 107 осіб (2020).

## Географія
Вестленд розташований за координатами 40°16′43″ пн. ш. 80°16′22″ зх. д. / 40.27861° пн. ш. 80.27278° зх. д. (40.278738, -80.272905).  За даними Бюро перепису населення США в 2010 році переписна місцевість мала площу 0,47 км², уся площа — суходіл. В 2017 році площа становила 0,43 км², уся площа — суходіл.

## Демографія
Згідно з переписом 2010 року, у переписній місцевості мешкало 167 осіб у 67 домогосподарствах у складі 44 родин. Густота населення становила 354 особи/км².  Було 76 помешкань (161/км²).
Расовий склад населення:
| - 67,1 % — білих - 31,7 % — чорних або афроамериканців - 0,6 % — азіатів |

До двох чи більше рас належало 0,6 %. Частка іспаномовних становила 0,0 % від усіх жителів.
За віковим діапазоном населення розподілялося таким чином: 22,8 % — особи молодші 18 років, 65,8 % — особи у віці 18—64 років, 11,4 % — особи у віці 65 років та старші. Медіана віку мешканця становила 41,8 року. На 100 осіб жіночої статі у переписній місцевості припадало 101,2 чоловіків;  на 100 жінок у віці від 18 років та старших — 92,5 чоловіків також старших 18 років.
Цивільне працевлаштоване населення становило 67 осіб. Основні галузі зайнятості: освіта, охорона здоров'я та соціальна допомога — 43,3 %, сільське господарство, лісництво, риболовля — 41,8 %, роздрібна торгівля — 14,9 %.